# Winnertzia amoena
Winnertzia amoena är en tvåvingeart som beskrevs av Boris Mamaev 2006. Winnertzia amoena ingår i släktet Winnertzia och familjen gallmyggor. Inga underarter finns listade i Catalogue of Life.